# San Vicente (Ilocos Sul)
San Vicente é um município de  quinta classe de renda municipal (d) na província Ilocos Sul, nas Filipinas. De acordo com o censo de 1 de maio  de  2020 possui uma população de 13 118 pessoas e 3 229 domicílios.